# Amerikanenkamp
Amerikanenkamp – osada (buurt) w dzielnicy Maria Maai, miasta Willemstad, w dystrykcie Willemstad, w kraju autonomicznym Curaçao, należącym do Holandii, w Ameryce Południowej. 20 października 2023 r. liczyła 614 mieszkańców. Pod względem liczby mieszkańców, jest największą osadą w dzielnicy.  